# Kirghizistan aux Jeux olympiques d'hiver de 2010
Cet article contient des informations sur la participation et les résultats du Kirghizistan aux Jeux olympiques d'hiver de 2010, qui ont eu lieu à Vancouver au Canada. Il était représenté par deux athlètes.

## Cérémonies d'ouverture et de clôture

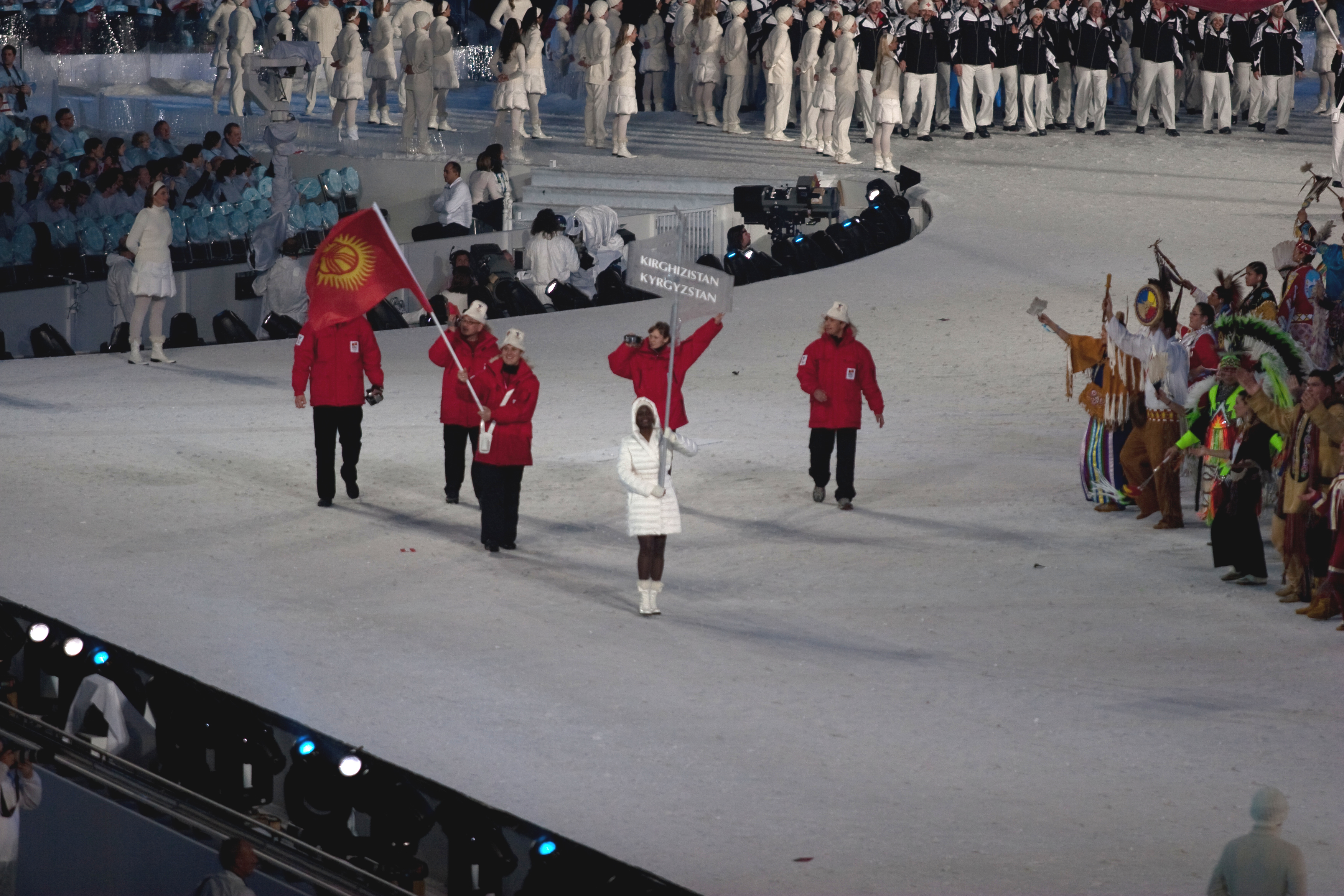
Entrée de la délégation kirghize lors de la cérémonie d'ouverture.

Comme cela est de coutume, la Grèce, berceau des Jeux olympiques, ouvre le défilé des nations, tandis que le Canada, en tant que pays organisateur, ferme la marche. Les autres pays défilent par ordre alphabétique. Le Kirghizistan est la 46e des 82 délégations à entrer dans le BC Place Stadium de Vancouver au cours du défilé des nations durant la cérémonie d'ouverture, après la Corée du Sud et avant la Lettonie. Cette cérémonie est dédiée au lugeur géorgien Nodar Kumaritashvili, mort la veille après une sortie de piste durant un entraînement. Le porte-drapeau du pays est le skieur alpin Dmitry Trelevsky.
Lors de la cérémonie de clôture qui se déroule également au BC Place Stadium, les porte-drapeaux des différentes délégations entrent ensemble dans le stade olympique et forment un cercle autour du chaudron abritant la flamme olympique. Comme lors de la cérémonie d'ouverture, le drapeau kirghize est porté par Dmitry Trelevsky.

## Ski alpin
Hommes
- Dmitry Trelevski

## Ski de fond
Femmes
- Olga Reshetkova